# 延初
延初（394年七月-十月）是十六国时期前秦政权前秦末主苻崇的年号，共计4个月。这是前秦政权的最后一个年号。

## 纪年
| 延初 | 元年  |
| ---- | ----- |
| 公元 | 394年 |
| 干支 | 甲午  |

## 参看
- 中国年号索引
- 同期存在的其他政权年号
  - 太元（376年-396年）：東晉皇帝晋孝武帝司马曜的年号
  - 升平：前凉政权年号
  - 皇初（394年五月-399年九月）：后秦政权姚兴年号
  - 建兴（386年二月-396年四月）：后燕政权慕容垂年号
  - 中兴（386年十月-394年八月）：西燕政权慕容永年号
  - 麟嘉（389年二月-396年六月）：后凉政权吕光年号
  - 登国（386年-396年六月）：北魏政权拓跋珪年号
  - 元光（393年六月-394年七月）：窦冲自立年号
  - 太初（388年六月-400年七月）：西秦政权乞伏歸年号